# Microtendipes albus
Microtendipes albus är en tvåvingeart som först beskrevs av Maurice Emile Marie Goetghebuer 1936.  Microtendipes albus ingår i släktet Microtendipes och familjen fjädermyggor. Inga underarter finns listade i Catalogue of Life.